# جيو 600

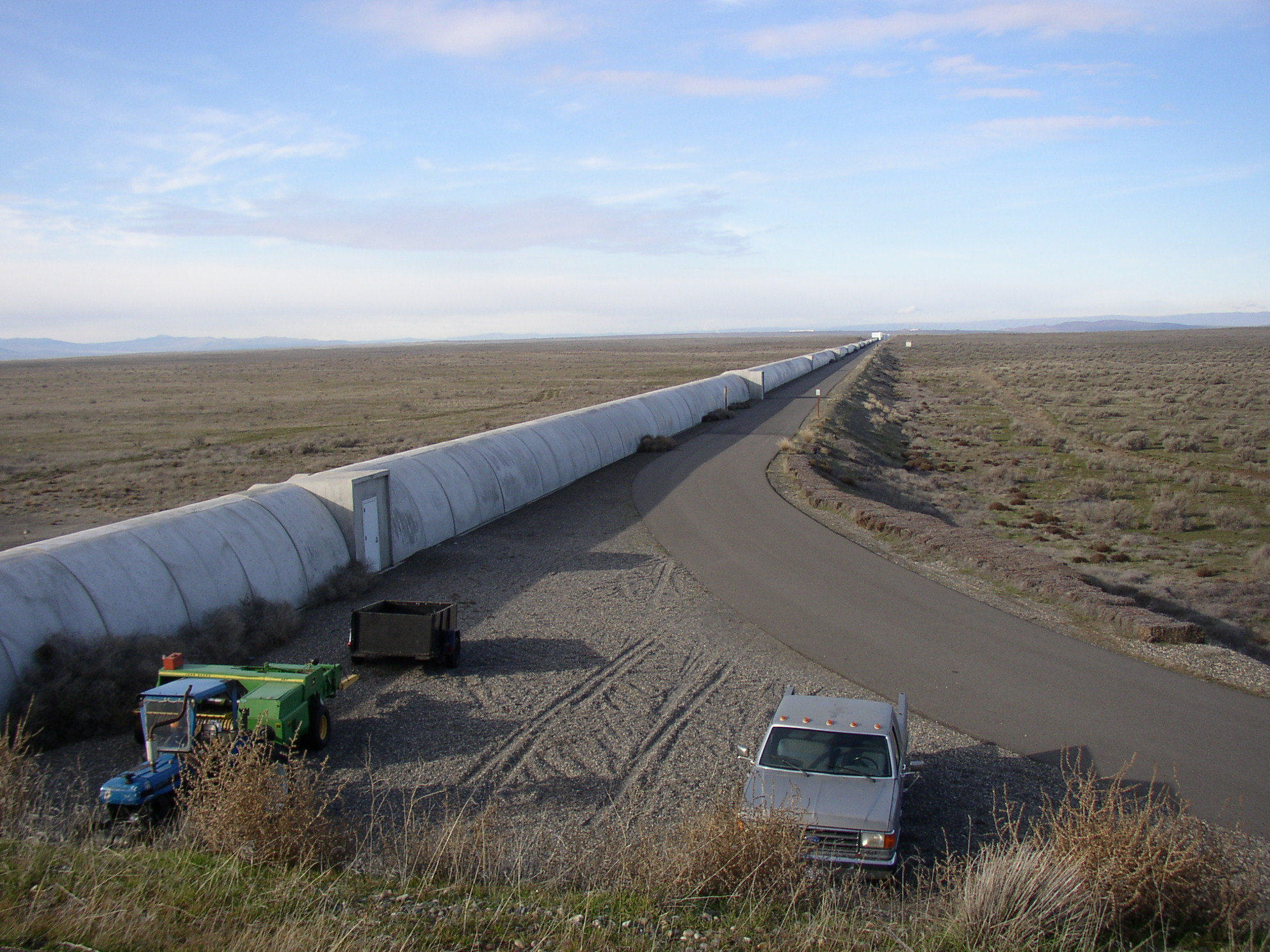
الذراع الشمالي (x-arm) لجهاز تداخل ليغو (مرصد) الموجود في محمية هانفورد.

جيو 600 أو غيو 600 في علم الفلك (بالإنجليزية: Geo 600) هو جهاز ضخم بني بغرض تسجيل الموجات الثقالية، وهو مبني على أساس مقياس ميكلسون للتداخل. يتكون من أنبوبين كبيرين متعامدين أفقيا مع بعضهما البعض، طول كل أنبوب 600 متر. التجربة مبنية في قرية «روته» بالقرب من مدينة هانوفر الألمانية. وتعتبر التجربة جيو 600 هي جزء من خمسة أجهزة علمية دولية في مشروع علمي كبير يسمى ليغو. يشترك في مشروع ليجو مؤسسات علمية وجامعات في جميع انحاء من الولايات المتحدة والمملكة المتحدة وغيرها.

## تاريخ التجربة
قام بإنشاء تجربة جيو600 ورعايتها معهد ماكس بلاك لفيزياء الجاذبية بـ بوتسدام وهانوفر في عام 1995 بمشاركة مع جامعة لايبنتز هانوفر، وجامعة غلاسكو وجامعة كارديف، وجامعة برمنجهام وجامعة الباليار في مايوركا، إسبانيا. تصل ميزانية البحث العلمي للمشروع نحو 10 ملايين يورو (وهذه الميزانية صغيرة وتبلغ مجرد عـُشر تكلفة مشروعات مثيلة).
وبعد أداء الاختبارات الأولية في عامي 2002 /2003 بدأ في أخذ القياسات خلال 2006/2006 . وحتى الآن لم تسجل أي موجات جاذبية.
يشرف على ال" تجربة "كارستن دانزمان" و "جيمس هو "، كما يختص بالجزء النظري الفيزيائي " برنارد شولتز".